# Великий Перевоз (Белгородская область)
Великий Перевоз — село в Старооскольском городском округе Белгородской области. Входит в Сорокинскую сельскую территорию.

## История
Деревня Великий Перевоз — однодворческое поселение известное с XVII века. Упоминается впервые в «дозорной книге» 1615 года. «Великий Перевоз» в давние времена называли известное место переправы через реку Оскол.
Десятая ревизия переписала в 1857 году в селении «155 душ мужского пола». Согласно сведениям 1862 года в казённой деревне Великий Перевоз насчитывалось 39 дворов, в которых проживало 317 человек: 156 мужчин и 161 женщина. По документам переписи 1885 года: Старооскольского уезда Долгополянской волости село Великий Перевоз — 56 дворов, 423 жителя (209 мужского и 214 женского пола). К 1890 году в селе — уже 559 крестьян (279 мужчин и 280 женщин).
С июля 1928 года Великий Перевоз в Нижне-Чуфичевском сельсовете Старооскольского района. В 1931 году в Великом Перевозе — 460 жителей.
В 1950-е и последующие годы село Великий Перевоз — в Долгополянском сельсовете Старооскольского района. На 17 января 1979 года в селе Великий Перевоз насчитывалось 124 жителя, на 12 января 1989 года — 67 (29 мужчин, 38 женщин). В 1997 году в селе было 54 жителя.
День освобождения села от фашистских захватчиков — 3 февраля.

## Население
| 2002 | 2010 |
| ---- | ---- |
| 52   | ↘45  |